# Skotniki (powiat drawski)
Skotniki (niem. Heideschäferei) – osada w Polsce położona w województwie zachodniopomorskim, w powiecie drawskim, w gminie Kalisz Pomorski, licząca ok. 7 mieszkańców. W latach 1975–1998 miejscowość administracyjnie należała do województwa koszalińskiego. Miejscowość wchodzi w skład sołectwa Krężno.

## Geografia
Osada leży ok. 3,5 km na zachód od Krężna, 800 m na północ od drogi krajowej nr 10.